# رناتو باربیری
رناتو باربیری (انگلیسی: Renato Barbieri؛ ۱۵ ژانویه ۱۹۰۳ – ۱۱ نوامبر ۱۹۸۰) قایقران روئینگ اهل ایتالیا بود.
وی در مسابقات کشوری و بین‌المللی در مجموع برندهٔ ۱ مدال طلا، ۴ مدال نقره شده‌است.